# Kirsten Wall
Kirsten Wall, född den 27 november 1975 i Milton, Ontario, är en kanadensisk curlingspelare.
Hon tog OS-guld i damernas curlingturnering i samband med de olympiska curlingtävlingarna 2014 i Sotji.